# Torneo Apertura 2015 (México)
El Torneo Apertura 2015 fue la edición XCIV del campeonato de liga de la Primera División del fútbol mexicano; se trató del 39° torneo corto, luego del cambio en el formato de competencia, con el que se abrió la temporada 2015-16. En este torneo se presentó el retorno a la máxima categoría de Dorados de Sinaloa, luego de una ausencia de 9 años desde su descenso en el Clausura 2006; ocupó el lugar de la recién descendida U de G. Además en este torneo Monterrey inauguró su nuevo escenario como local, el Estadio BBVA Bancomer
El campeón de este torneo fue Tigres al derrotar en tanda de penales a Pumas.

## Sistema de competición
El torneo de la Liga Bancomer MX, está conformado en dos partes:
- Fase de calificación: Se integra por las 17 jornadas del torneo.
- Fase final: Se integra por los partidos de cuartos de final, semifinal y final.

### Fase de clasificación
En la fase de clasificación se observará el sistema de puntos. La ubicación en la tabla general está sujeta a lo siguiente:
- Por juego ganado se obtendrán tres puntos.
- Por juego empatado se obtendrá un punto.
- Por juego perdido no se otorgan puntos.

En esta fase participan los 18 clubes de la Liga Bancomer MX jugando en cada torneo todos contra todos durante las 17 jornadas respectivas, a un solo partido.
El orden de los clubes al final de la fase de calificación del torneo corresponderá a la suma de los puntos obtenidos por cada uno de ellos y se presentará en forma descendente. Si al finalizar las 17 jornadas del torneo, dos o más clubes estuviesen empatados en puntos, su posición en la tabla general será determinada atendiendo a los siguientes criterios de desempate:
1. Mejor diferencia entre los goles anotados y recibidos y goles.
2. Mayor número de goles anotados.
3. Marcadores particulares entre los clubes empatados.
4. Mayor número de goles anotados como visitante.
5. Mejor ubicado en la tabla general de cociente
6. Tabla Fair Play
7. Sorteo.

Para determinar los lugares que ocuparán los clubes que participen en la fase final del torneo se tomará como base la tabla general de clasificación.
Participan automáticamente por el título de Campeón de la Liga Bancomer MX, los 8 primeros clubes de la tabla general de clasificación al término de las 17 jornadas.

### Fase final
Los ocho clubes calificados para esta fase del torneo serán reubicados de acuerdo con el lugar que ocupen en la tabla general al término de la jornada 17, con el puesto del número uno al club mejor clasificado, y así hasta el número 8. Los partidos a esta fase se desarrollarán a visita, en las siguientes etapas:
- Cuartos de final
- Semifinales
- Final

Los clubes vencedores en los partidos de cuartos de final y semifinal serán aquellos que en los dos juegos anoten el mayor número de goles. De existir empate en el número de goles anotados, la posición se definirá a favor del club con mayor cantidad de goles a favor cuando actúe como visitante.
Si una vez aplicado el criterio anterior los clubes siguieran empatados, se observará la posición de los clubes en la tabla general de clasificación.
Los partidos correspondientes a la fase final se jugarán obligadamente los días miércoles y sábado, y jueves y domingo eligiendo, en su caso, exclusivamente en forma descendente, los cuatro clubes mejor clasificados en la tabla general al término de la jornada 17, el día y horario de su partido como local. Los siguientes cuatro clubes podrán elegir únicamente el horario.
El club vencedor de la final y por lo tanto Campeón, será aquel que en los dos partidos anote el mayor número de goles. Si al término del tiempo reglamentario el partido está empatado, se agregarán dos tiempos extras de 15 minutos cada uno. De persistir el empate en estos periodos, se procederá a lanzar tiros penales hasta que resulte un vencedor.
Los partidos de cuartos de final se jugarán de la siguiente manera:
1.º vs 8.º

2.º vs 7.º

3.º vs 6.º

4.º vs 5.º
En las semifinales participarán los cuatro clubes vencedores de cuartos de final, reubicándolos del uno al cuatro, de acuerdo a su mejor posición en la Tabla general de clasificación al término de la jornada 17 del torneo correspondiente, enfrentándose:
1.º vs 4.º

2.º vs 3.º
Disputarán el título de Campeón del Torneo de Apertura 2015, los dos clubes vencedores de la fase semifinal correspondiente, re-ubicándose del uno al dos, de acuerdo a su mejor posición en la tabla general de clasificación al término de la jornada 17 de cada Torneo.

## Uniformes Arbitrales del Apertura 2015
El 1 de octubre la Federación Mexicana de Fútbol presentó un uniforme especial arbitral rosa y azul para apoyar la lucha contra el cáncer de mama y próstata.
| Uniforme Arbitral Verde | Uniforme Arbitral Coral | Uniforme Arbitral Azul | Uniforme Arbitral Gris | Uniforme Arbitral Rosa |

## Equipos por Entidad Federativa
Para la temporada 2015-16, la entidad federativa de la República Mexicana con más equipos en la Primera División es el Distrito Federal con tres equipos.
| Entidad Federativa | N.º | Equipos                   |
| ------------------ | --- | ------------------------- |
| Distrito Federal   | 3   | América, Cruz Azul y UNAM |
| Jalisco            | 2   | Atlas y Guadalajara       |
| Nuevo León         | 2   | Monterrey y Tigres        |
| Baja California    | 1   | Tijuana                   |
| Chiapas            | 1   | Chiapas                   |
| Coahuila           | 1   | Santos                    |
| Estado de México   | 1   | Toluca                    |
| Guanajuato         | 1   | León                      |
| Hidalgo            | 1   | Pachuca                   |
| Michoacán          | 1   | Morelia                   |
| Puebla             | 1   | Puebla                    |
| Querétaro          | 1   | Querétaro                 |
| Sinaloa            | 1   | Dorados                   |
| Veracruz           | 1   | Veracruz                  |

## Ascenso y descenso
| Pos | al Ascenso Bancomer MX     |
| --- | -------------------------- |
| 16º | Universidad de Guadalajara |

| Pos | a la Liga Bancomer MX |
| --- | --------------------- |
| 2º  | Dorados de Sinaloa    |

## Información de los equipos
| Equipo      | Entrenador             | Estadio                | Ciudad                    | Patrocinador        | Kit          |
| ----------- | ---------------------- | ---------------------- | ------------------------- | ------------------- | ------------ |
| América     | Ignacio Ambriz         | Azteca                 | México, D. F.             | Huawei              | Nike         |
| Atlas       | Hugo Norberto Castillo | Jalisco                | Guadalajara, Jalisco      | Bridgestone         | Puma         |
| Chiapas     | Ricardo La Volpe       | Víctor Manuel Reyna    | Tuxtla Gutiérrez, Chiapas | Chiapas             | Pirma        |
| Cruz Azul   | Tomás Boy              | Azul                   | México, D. F.             | Cemento Cruz Azul   | Under Armour |
| Dorados     | Luis Fernando Suárez   | Banorte                | Culiacán, Sinaloa         | Coppel / Caliente   | Charly       |
| Guadalajara | Matías Almeyda         | Omnilife               | Guadalajara, Jalisco      | Bimbo               | Adidas       |
| León        | Juan Antonio Pizzi     | León                   | León, Guanajuato          | Telcel              | Pirma        |
| Monterrey   | Antonio Mohamed        | BBVA Bancomer          | Monterrey, Nuevo León     | BBVA Bancomer       | Puma         |
| Morelia     | Enrique Meza           | Morelos                | Morelia, Michoacán        | Total Play          | Pirma        |
| Pachuca     | Diego Alonso           | Hidalgo                | Pachuca, Hidalgo          | Cementos Fortaleza  | Nike         |
| Puebla      | Pablo Marini           | Olímpico de la BUAP    | Puebla, Puebla            | Coca-Cola           | Charly       |
| Querétaro   | Víctor Manuel Vucetich | Corregidora            | Querétaro, Querétaro      | Banco Multiva       | Puma         |
| Santos      | Pako Ayestarán         | Corona                 | Torreón, Coahuila         | Soriana             | Puma         |
| Tigres      | Ricardo Ferretti       | Universitario          | Monterrey, Nuevo León     | Cemex               | Adidas       |
| Tijuana     | Raúl Chabrand          | Caliente               | Tijuana, Baja California  | Caliente            | Adidas       |
| Toluca      | José Saturnino Cardozo | Nemesio Díez           | Toluca, México            | Banamex / Chevrolet | Under Armour |
| UNAM        | Guillermo Vázquez      | Olímpico Universitario | México, D. F.             | Banamex             | Nike         |
| Veracruz    | Carlos Reinoso         | Luis "Pirata" Fuente   | Veracruz, Veracruz        | Winpot Casino       | Charly       |

* Los derechos y producción de los partidos de Puebla como local permanecen en manos de TV Azteca, sin embargo la señal en las trasmisiones estará restringida al sistema de televisión satelital SKY.

### Cambios de entrenadores
| Equipo             | Entrenador (jornadas)                                                |
| ------------------ | -------------------------------------------------------------------- |
| Santos Laguna      | Pedro Caixinha (1-5) Robert Dante Siboldi* (6) Pako Ayestarán (7-17) |
| Guadalajara        | José Manuel de la Torre (1-8) Matias Almeyda (9-17)                  |
| Dorados de Sinaloa | Carlos Bustos (1-10) Omar Briseño* (11) Luis Fernando Suárez (12-17) |
| Cruz Azul          | Sergio Bueno (1-10) Joaquín Moreno* (11) Tomás Boy (12-17)           |
| Tijuana            | Rubén Omar Romano (1-13) Raúl Chabrand* (14-17)                      |
| Atlas              | Gustavo Matosas (1-15) Hugo Norberto Castillo* (16-17)               |

- *Interino

## Estadios
|                                                                          |                                                                            |                                                                                       |
|                                                                          |                                                                            |                                                                                       |
| Estadio Azteca Ciudad: México Capacidad: 103 000 Club: América           | Estadio Olímpico Universitario Ciudad: México Capacidad: 63.186 Club: UNAM | Estadio Jalisco Ciudad: Guadalajara Capacidad: 56.713 Club: Atlas                     |
|                                                                          |                                                                            |                                                                                       |
| Estadio BBVA Bancomer Ciudad:Monterrey Capacidad:51.800 Club:Monterrey   | Estadio Cuauhtémoc Ciudad: Puebla Capacidad: 51.726 Club: Puebla           | Estadio Omnilife Ciudad: Guadalajara Capacidad: 49,850 Club: Guadalajara              |
|                                                                          |                                                                            |                                                                                       |
| Estadio Universitario Ciudad: Monterrey Capacidad: 42.000 Club: Tigres   | Estadio Morelos Ciudad: Morelia Capacidad: 41.056 Club: Monarcas Morelia   | Estadio Corregidora Ciudad: Querétaro Capacidad: 38.575 Club: Querétaro               |
|                                                                          |                                                                            |                                                                                       |
| Estadio Azul Ciudad: Ciudad de México Capacidad: 35.161 Club: Cruz Azul  | Estadio León Ciudad: León Capacidad: 33.943 Club: León                     | Estadio Víctor Manuel Reyna Ciudad: Tuxtla Gutiérrez Capacidad: 30.222 Club: Jaguares |
|                                                                          |                                                                            |                                                                                       |
| Estadio Hidalgo Ciudad: Pachuca Capacidad: 30,024 Club: Pachuca          | Estadio TSM Corona Ciudad: Torreón Capacidad: 30.000 Club: Santos          | Estadio Luis "Pirata" Fuente Ciudad: Veracruz Capacidad:30.000 Club: Veracruz         |
|                                                                          |                                                                            |                                                                                       |
| Estadio Caliente Ciudad: Tijuana Capacidad: 29,333 Club: Tijuana         | Estadio Nemesio Díez Ciudad: Toluca Capacidad: 27,000 Club: Toluca         | Estadio Banorte Ciudad: Culiacán Capacidad:23.000 Club:Dorados                        |
|                                                                          |                                                                            |                                                                                       |
| Estadio Olímpico de la BUAP Ciudad: Puebla Capacidad:21.750 Club: Puebla |                                                                            |                                                                                       |

### Nuevos Estadios
Para este Torneo se contará un nuevo estadio en el fútbol mexicano: 
- Estadio BBVA Bancomer: Con capacidad para 51.800 aficionados será el nuevo estadio del Club de Fútbol Monterrey. Este estadio fue inaugurado el 2 de agosto del 2015 en Monterrey, en el partido amistoso entre el Monterrey y el Benfica, que finalizó con una victoria de los regios de tres goles contra cero.

 Para este Torneo se ha remodelado un estadio en el fútbol mexicano: 	
- Estadio Cuauhtémoc: Con capacidad para 51.726 aficionados es el estadio del Puebla Fútbol Club. Este estadio fue re-inaugurado el 17 de noviembre del 2015 en Puebla, en el partido amistoso entre el Puebla y el Boca Juniors, que finalizó con una victoria de los poblanos de un gol contra cero.

## Altas y bajas
- El régimen de transferencias se efectuó del 8 al 10 de junio.

## Torneo Regular

### Calendario
El Calendario completo según la página oficial.
Los horarios son correspondientes al Tiempo del Centro de México (UTC-6 y UTC-5 en horario de verano).
| Veracruz           | 2 - 0 | Guadalajara | Luis Pirata Fuente     | 24 de julio | 19:30 | Azteca 7               |
| Cruz Azul          | 0 - 3 | Morelia     | Azul                   | 25 de julio | 17:00 | Canal de las Estrellas |
| Tigres             | 0 - 1 | Toluca      | Universitario          | 25 de julio | 19:00 | Sky Sports             |
| Pachuca            | 2 - 1 | Tijuana     | Hidalgo                | 25 de julio | 20:06 | Fox Sports 2           |
| Atlas              | 0 - 2 | Querétaro   | Jalisco                | 25 de julio | 20:30 | Azteca 7               |
| Santos Laguna      | 1 - 3 | León        | TSM Corona             | 25 de julio | 21:00 | Sky Sports             |
| Dorados            | 0 - 0 | Chiapas     | Banorte                | 25 de julio | 21:00 | TVC Deportes           |
| UNAM               | 3 - 0 | Monterrey   | Olímpico Universitario | 26 de julio | 12:00 | Canal de las Estrellas |
| Puebla             | 4 - 2 | América     | Cuauhtémoc             | 26 de julio | 17:00 | Sky Sports             |
| Total de goles: 24 |       |             |                        |             |       |                        |

| Querétaro          | 1 - 2 | Pachuca   | La Corregidora      | 31 de julio  | 19:30 | Azteca 7               |
| Tijuana            | 1 - 2 | Dorados   | Caliente            | 31 de julio  | 21:30 | Azteca 7               |
| América            | 1 - 3 | Atlas     | Azteca              | 1 de agosto  | 17:00 | Canal de las Estrellas |
| León               | 4 - 1 | Veracruz  | León                | 1 de agosto  | 20:06 | Fox Sports 2           |
| Morelia            | 1 - 0 | Tigres    | Morelos             | 1 de agosto  | 20:30 | Azteca 7               |
| Chiapas            | 2 - 1 | Santos    | Víctor Manuel Reyna | 1 de agosto  | 21:00 | Gala TV                |
| Toluca             | 2 - 1 | UNAM      | Nemesio Diez        | 2 de agosto  | 12:00 | Canal de las Estrellas |
| Guadalajara        | 0 - 1 | Cruz Azul | Omnilife            | 2 de agosto  | 17:00 | Canal de las Estrellas |
| Monterrey          | 1 - 1 | Puebla    | BBVA Bancomer       | 9 de octubre | 20:30 | Gala TV                |
| Total de goles: 26 |       |           |                     |              |       |                        |

| Veracruz           | 2 - 1 | Chiapas     | Luis Pirata Fuente | 7 de agosto | 19:30 | Azteca 7               |
| Santos             | 0 - 1 | Tijuana     | TSM                | 7 de agosto | 21:30 | Azteca 7               |
| Cruz Azul          | 2 - 0 | León        | Azul               | 8 de agosto | 17:00 | TDN                    |
| Pachuca            | 0 - 3 | América     | Hidalgo            | 8 de agosto | 20:06 | Fox Sports 2           |
| Atlas              | 0 - 3 | Monterrey   | Jalisco            | 8 de agosto | 20:30 | Azteca 7               |
| Dorados            | 1 - 1 | Querétaro   | Banorte            | 8 de agosto | 21:00 | TVC Deportes           |
| Toluca             | 0 - 1 | Morelia     | Nemesio Diez       | 9 de agosto | 12:00 | Canal de las Estrellas |
| Puebla             | 3 - 2 | UNAM        | Olímpico BUAP      | 9 de agosto | 17:00 | Sky Sports             |
| Tigres             | 2 - 2 | Guadalajara | Universitario      | 9 de agosto | 19:00 | Gala TV                |
| Total de goles: 24 |       |             |                    |             |       |                        |

| América            | 4 - 0 | Dorados   | Azteca                 | 11 de agosto | 20:30 | Canal 5       |
| Querétaro          | 1 - 2 | Santos    | La Corregidora         | 11 de agosto | 20:30 | Sky Sports    |
| Monterrey          | 4 - 3 | Pachuca   | BBVA Bancomer          | 11 de agosto | 21:00 | Sky Sports    |
| Tijuana            | 1 - 3 | Veracruz  | Caliente               | 11 de agosto | 22:00 | Sky Sports    |
| Puebla             | 1 - 0 | Toluca    | Olímpico BUAP          | 12 de agosto | 20:00 | Sky Sports    |
| León               | 2 - 1 | Tigres    | León                   | 12 de agosto | 20:06 | Fox Sports 2  |
| Guadalajara        | 2 - 0 | Morelia   | Omnilife               | 12 de agosto | 20:30 | TDN           |
| UNAM               | 5 - 0 | Atlas     | Olímpico Universitario | 12 de agosto | 21:00 | Univisión TDN |
| Chiapas            | 2 - 1 | Cruz Azul | Víctor Manuel Reyna    | 12 de agosto | 21:00 | Canal 5       |
| Total de goles: 32 |       |           |                        |              |       |               |

| Veracruz           | 2 - 2 | Querétaro   | Luis Pirata Fuente | 14 de agosto | 19:30 | Azteca 7               |
| Santos             | 0 - 2 | América     | TSM Corona         | 14 de agosto | 21:30 | Azteca 7               |
| Cruz Azul          | 1 - 3 | Tijuana     | Azul               | 15 de agosto | 17:00 | Canal de las Estrellas |
| Morelia            | 3 - 4 | León        | Morelos            | 15 de agosto | 18:30 | Azteca 7               |
| Tigres             | 4 - 1 | Chiapas     | Universitario      | 15 de agosto | 19:00 | Gala TV                |
| Pachuca            | 1 - 2 | UNAM        | Hidalgo            | 15 de agosto | 20:06 | FOX Sports 2           |
| Atlas              | 2 - 1 | Puebla      | Jalisco            | 15 de agosto | 20:30 | Azteca 7               |
| Dorados            | 1 - 4 | Monterrey   | Banorte            | 15 de agosto | 21:00 | TVC Deportes           |
| Toluca             | 3 - 1 | Guadalajara | Nemesio Diez       | 16 de agosto | 12:00 | Canal de las Estrellas |
| Total de goles: 37 |       |             |                    |              |       |                        |

| Querétaro          | 4 - 2 | Cruz Azul   | Corregidora            | 21 de agosto | 19:30 | Azteca 7               |
| Tijuana            | 1 - 2 | Tigres      | Caliente               | 21 de agosto | 21:30 | Sky Sports             |
| América            | 3 - 1 | Veracruz    | Azteca                 | 22 de agosto | 17:30 | TDN                    |
| Monterrey          | 1 - 1 | Santos      | BBVA Bancomer          | 22 de agosto | 19:00 | Gala TV                |
| León               | 1 - 0 | Guadalajara | Nou Camp               | 22 de agosto | 20:06 | Fox Sports 2           |
| Atlas              | 1 - 2 | Toluca      | Jalisco                | 22 de agosto | 20:30 | Azteca 7               |
| Chiapas            | 3 - 1 | Morelia     | Víctor Manuel Reyna    | 22 de agosto | 21:00 | Gala TV                |
| UNAM               | 2 - 0 | Dorados     | Olímpico Universitario | 23 de agosto | 12:00 | Canal de las Estrellas |
| Puebla             | 3 - 2 | Pachuca     | Olímpico BUAP          | 23 de agosto | 17:00 | Sky Sports             |
| Total de goles: 30 |       |             |                        |              |       |                        |

| Veracruz           | 2 - 1 | Monterrey | Luis "Pirata" Fuente  | 28 de agosto | 19:30 | Sky Sports             |
| Santos             | 3 - 4 | UNAM      | TSM                   | 28 de agosto | 21:30 | Azteca 7               |
| Cruz Azul          | 0 - 2 | América   | Estadio Azul          | 29 de agosto | 17:00 | Canal de las Estrellas |
| Tigres             | 5 - 1 | Querétaro | Estadio Universitario | 29 de agosto | 19:00 | Gala TV                |
| Pachuca            | 1 - 1 | Atlas     | Estadio Hidalgo       | 29 de agosto | 20:06 | Fox Sports 2           |
| Morelia            | 1 - 2 | Tijuana   | Estadio Morelos       | 29 de agosto | 20:30 | Azteca 7               |
| Dorados            | 1 - 0 | Puebla    | Estadio Banorte       | 29 de agosto | 21:00 | TVC Deportes           |
| Toluca             | 1 - 3 | León      | Nemesio Diez          | 30 de agosto | 12:00 | TDN                    |
| Guadalajara        | 4 - 1 | Chiapas   | Omnilife              | 30 de agosto | 17:30 | TDN                    |
| Total de goles: 33 |       |           |                       |              |       |                        |

| Querétaro          | 0 - 1 | Morelia     | Corregidora            | 11 de septiembre | 19:30 | Azteca 7               |
| Tijuana            | 2 - 1 | Guadalajara | Caliente               | 11 de septiembre | 21:30 | Azteca 7               |
| América            | 0 - 1 | Tigres      | Azteca                 | 12 de septiembre | 17:00 | Canal de las Estrellas |
| Monterrey          | 1 - 1 | Cruz Azul   | BBVA Bancomer          | 12 de septiembre | 19:00 | Gala TV                |
| Pachuca            | 3 - 4 | Toluca      | Estadio Hidalgo        | 12 de septiembre | 20:06 | Fox Sports 2           |
| Atlas              | 3 - 2 | Dorados     | Estadio Jalisco        | 12 de septiembre | 20:30 | Azteca 7               |
| Chiapas            | 6 - 2 | León        | Víctor Manuel Reyna    | 12 de septiembre | 21:00 | Gala TV                |
| UNAM               | 3 - 0 | Veracruz    | Olímpico Universitario | 13 de septiembre | 12:00 | Univisión TDN          |
| Puebla             | 0 - 1 | Santos      | Olímpico BUAP          | 13 de septiembre | 17:00 | Sky Sports             |
| Total de goles: 31 |       |             |                        |                  |       |                        |

| Veracruz           | 2 - 1 | Puebla    | Luis Pirata Fuente | 18 de septiembre | 19:30 | Azteca 7               |
| Santos             | 0 - 2 | Atlas     | TSM Corona         | 18 de septiembre | 21:30 | Azteca 7               |
| Cruz Azul          | 2 - 1 | UNAM      | Azul               | 19 de septiembre | 17:00 | Canal de las Estrellas |
| Tigres             | 3 - 1 | Monterrey | Universitario      | 19 de septiembre | 19:00 | Gala TV                |
| León               | 2 - 1 | Tijuana   | León               | 19 de septiembre | 20:06 | Fox Sports 2           |
| Morelia            | 0 - 3 | América   | Morelos            | 19 de septiembre | 20:30 | Azteca 7               |
| Dorados            | 1 - 2 | Pachuca   | Banorte            | 19 de septiembre | 21:00 | TVC Deportes           |
| Toluca             | 1 - 1 | Chiapas   | Nemesio Diez       | 20 de septiembre | 12:00 | Canal de las Estrellas |
| Guadalajara        | 2 - 1 | Querétaro | Omnilife           | 20 de septiembre | 17:00 | Canal de las Estrellas |
| Total de goles: 26 |       |           |                    |                  |       |                        |

| Querétaro          | 3 - 0 | León        | Corregidora            | 25 de septiembre | 19:30 | Azteca 7               |
| Tijuana            | 1 - 1 | Chiapas     | Caliente               | 25 de septiembre | 21:30 | Sky Sports             |
| América            | 1 - 2 | Guadalajara | Azteca                 | 26 de septiembre | 17:00 | Canal de las Estrellas |
| Monterrey          | 2 - 2 | Morelia     | BBVA Bancomer          | 26 de septiembre | 19:00 | Sky Sports             |
| Pachuca            | 0 - 0 | Santos      | Hidalgo                | 26 de septiembre | 20:06 | Fox Sports 2           |
| Atlas              | 0 - 1 | Veracruz    | Jalisco                | 26 de septiembre | 20:30 | Azteca 7               |
| Dorados            | 1 - 2 | Toluca      | Banorte                | 26 de septiembre | 21:00 | TVC Deportes           |
| UNAM               | 1 - 0 | Tigres      | Olímpico Universitario | 27 de septiembre | 12:00 | Canal de las Estrellas |
| Puebla             | 2 - 1 | Cruz Azul   | Olímpico BUAP          | 27 de septiembre | 17:00 | Sky Sports             |
| Total de goles: 20 |       |             |                        |                  |       |                        |

| Toluca             | 4 - 1 | Tijuana   | Nemesio Diez        | 29 de septiembre | 20:00 | TDN          |
| León               | 3 - 0 | América   | León                | 29 de septiembre | 20:06 | Fox Sports 2 |
| Guadalajara        | 2 - 1 | Monterrey | Omnilife            | 29 de septiembre | 20:30 | Sky Sports   |
| Santos             | 1 - 1 | Dorados   | TSM Corona          | 29 de septiembre | 21:00 | Azteca 7     |
| Veracruz           | 0 - 1 | Pachuca   | Luis Pirata Fuente  | 29 de septiembre | 21:00 | Sky Sports   |
| Chiapas            | 0 - 0 | Querétaro | Víctor Manuel Reyna | 29 de septiembre | 21:00 | Sky Sports   |
| Morelia            | 2 - 2 | UNAM      | Morelos             | 30 de septiembre | 18:45 | Azteca 7     |
| Cruz Azul          | 1 - 1 | Atlas     | Azul                | 30 de septiembre | 20:30 | Gala TV      |
| Tigres             | 0 - 1 | Puebla    | Universitario       | 30 de septiembre | 20:45 | Sky Sports   |
| Total de goles: 21 |       |           |                     |                  |       |              |

| Querétaro          | 2 - 1 | Tijuana     | Corregidora            | 2 de octubre    | 19:30 | Azteca 7               |
| América            | 2 - 1 | Chiapas     | Azteca                 | 3 de octubre    | 17:00 | Canal de las Estrellas |
| Monterrey          | 4 - 0 | León        | BBVA Bancomer          | 3 de octubre    | 19:00 | Gala TV                |
| Santos             | 0 - 0 | Toluca      | TSM Corona             | 3 de octubre    | 19:00 | Sky Sports             |
| Atlas              | 0 - 1 | Tigres      | Jalisco                | 3 de octubre    | 20:30 | Azteca 7               |
| UNAM               | 1 - 0 | Guadalajara | Olímpico Universitario | 4 de octubre    | 12:00 | Canal de las Estrellas |
| Puebla             | 1 - 3 | Morelia     | Olímpico BUAP          | 4 de octubre    | 17:00 | Sky Sports             |
| Dorados            | 0 - 0 | Veracruz    | Banorte                | 10 de noviembre | 21:00 | TVC Deportes           |
| Pachuca            | 1 - 2 | Cruz Azul   | Hidalgo                | 14 de noviembre | 20:06 | Fox Sports 2           |
| Total de goles: 19 |       |             |                        |                 |       |                        |

| Veracruz           | 0 - 3 | Santos    | Luis Pirata Fuente  | 16 de octubre | 19:30 | Azteca 7               |
| Tijuana            | 0 - 2 | América   | Caliente            | 16 de octubre | 21:30 | Azteca 7               |
| Cruz Azul          | 1 - 1 | Dorados   | Azul                | 17 de octubre | 17:00 | TDN                    |
| Tigres             | 2 - 1 | Pachuca   | Universitario       | 17 de octubre | 19:00 | Gala TV                |
| León               | 1 - 3 | UNAM      | Estadio León        | 17 de octubre | 20:06 | Fox Sports 2           |
| Morelia            | 0 - 1 | Atlas     | Morelos             | 17 de octubre | 20:30 | Azteca 7               |
| Chiapas            | 2 - 2 | Monterrey | Víctor Manuel Reyna | 17 de octubre | 21:00 | Gala TV                |
| Toluca             | 4 - 2 | Querétaro | Nemesio Diez        | 18 de octubre | 12:00 | Canal de las Estrellas |
| Guadalajara        | 1 - 1 | Puebla    | Omnilife            | 18 de octubre | 17:00 | Canal de las Estrellas |
| Total de goles: 27 |       |           |                     |               |       |                        |

| Veracruz           | 3 - 2 | Toluca      | Luis Pirata Fuente     | 23 de octubre   | 19:30 | Azteca 7               |
| Santos             | 1 - 2 | Cruz Azul   | TSM Corona             | 23 de octubre   | 21:30 | Azteca 7               |
| América            | 0 - 1 | Querétaro   | Azteca                 | 24 de octubre   | 17:00 | TDN                    |
| Monterrey          | 3 - 1 | Tijuana     | BBVA Bacomer           | 24 de octubre   | 19:00 | Gala TV                |
| Pachuca            | 2 - 0 | Morelia     | Hidalgo                | 24 de octubre   | 20:06 | Fox Sports 2           |
| Dorados            | 0 - 0 | Tigres      | Banorte                | 24 de octubre   | 21:00 | TVC Deportes           |
| UNAM               | 2 - 3 | Chiapas     | Olímpico Universitario | 25 de octubre   | 12:00 | Canal de las Estrellas |
| Puebla             | 1 - 0 | León        | Olimpicoo BUAP         | 25 de octubre   | 17:00 | Sky Sports             |
| Atlas              | 0 - 1 | Guadalajara | Estadio Jalisco        | 11 de noviembre | 20:30 | Azteca 7               |
| Total de goles: 22 |       |             |                        |                 |       |                        |

| Querétaro          | 3 - 1 | Monterrey | Corregidora           | 30 de octubre  | 19:30 | Sky Sports             |
| Tijuana            | 1 - 2 | UNAM      | Estadio Caliente      | 30 de octubre  | 21:30 | Azteca 7               |
| Cruz Azul          | 1 - 1 | Veracruz  | Azul                  | 31 de octubre  | 17:00 | Canal de las Estrellas |
| Tigres             | 2 - 2 | Santos    | Estadio Universitario | 31 de octubre  | 19:00 | Foro TV                |
| León               | 2 - 1 | Atlas     | Estadio León          | 31 de octubre  | 20:06 | Fox Sports 2           |
| Morelia            | 4 - 0 | Dorados   | Estadio Morelos       | 31 de octubre  | 20:30 | Azteca 7               |
| Chiapas            | 1 - 0 | Puebla    | Víctor Manuel Reyna   | 31 de octubre  | 21:00 | Gala TV                |
| Toluca             | 2 - 3 | América   | Nemesio Diez          | 1 de noviembre | 12:00 | Canal de las Estrellas |
| Guadalajara        | 4 - 4 | Pachuca   | Estadio Omnilife      | 1 de noviembre | 17:00 | Canal de las Estrellas |
| Total de goles: 34 |       |           |                       |                |       |                        |

| Veracruz           | 1 - 3 | Tigres      | Luis Pirata Fuente     | 6 de noviembre | 19:30 | Sky Sports             |
| Santos             | 2 - 3 | Morelia     | TSM Corona             | 6 de noviembre | 21:30 | Azteca 7               |
| Cruz Azul          | 1 - 2 | Toluca      | Azul                   | 7 de noviembre | 17:00 | Canal de las Estrellas |
| Monterrey          | 2 - 1 | América     | BBVA Bancomer          | 7 de noviembre | 19:00 | Gala TV                |
| Pachuca            | 3 - 2 | León        | Hidalgo                | 7 de noviembre | 20:06 | Fox Sports 2           |
| Atlas              | 2 - 3 | Chiapas     | Jalisco                | 7 de noviembre | 20:30 | Azteca 7               |
| Dorados            | 2 - 1 | Guadalajara | Banorte                | 7 de noviembre | 21:00 | TVC Deportes           |
| UNAM               | 2 - 1 | Querétaro   | Olímpico Universitario | 8 de noviembre | 12:00 | Canal de las Estrellas |
| Puebla             | 2 - 1 | Tijuana     | Olímpico BUAP          | 8 de noviembre | 17:00 | Sky Sports             |
| Total de goles: 34 |       |             |                        |                |       |                        |

| Querétaro          | 0 - 0 | Puebla    | Corregidora         | 20 de noviembre | 19:30 | Sky Sports             |
| Tijuana            | 2 - 0 | Atlas     | Estadio Caliente    | 20 de noviembre | 21:30 | Azteca 7               |
| América            | 1 - 1 | UNAM      | Estadio Azteca      | 21 de noviembre | 17:00 | Canal de las Estrellas |
| Tigres             | 0 - 0 | Cruz Azul | Universitario       | 21 de noviembre | 19:00 | Gala TV                |
| León               | 3 - 0 | Dorados   | Léon                | 21 de noviembre | 20:06 | Fox Sports 2           |
| Morelia            | 1 - 2 | Veracruz  | Morelos             | 21 de noviembre | 20:30 | Azteca 7               |
| Chiapas            | 3 - 2 | Pachuca   | Víctor Manuel Reyna | 21 de noviembre | 21:00 | Sky Sports             |
| Toluca             | 3 - 1 | Monterrey | Nemesio Diez        | 22 de noviembre | 12:00 | Canal de las Estrellas |
| Guadalajara        | 0 - 3 | Santos    | Omnilife            | 22 de noviembre | 17:00 | Canal de las Estrellas |
| Total de goles: 22 |       |           |                     |                 |       |                        |

## Tabla general
| Pos. | Equipo      | Pts. | PJ | G  | E | P  | GF | GC | Dif. | Clasificación                                                                 |
| ---- | ----------- | ---- | -- | -- | - | -- | -- | -- | ---- | ----------------------------------------------------------------------------- |
| 1    | UNAM        | 35   | 17 | 11 | 2 | 4  | 37 | 20 | +17  | Cuartos de final de la liguilla y fase de grupos de la Copa Libertadores 2016 |
| 2    | Toluca      | 32   | 17 | 10 | 2 | 5  | 33 | 24 | +9   | Cuartos de final de la liguilla y fase de grupos de la Copa Libertadores 2016 |
| 3    | León        | 30   | 17 | 10 | 0 | 7  | 32 | 31 | +1   | Cuartos de final de la liguilla                                               |
| 4    | Chiapas     | 29   | 17 | 8  | 5 | 4  | 31 | 27 | +4   | Cuartos de final de la liguilla                                               |
| 5    | Tigres (C)  | 28   | 17 | 8  | 4 | 5  | 26 | 16 | +10  | Cuartos de final de la liguilla                                               |
| 6    | América     | 28   | 17 | 9  | 1 | 7  | 29 | 20 | +9   | Cuartos de final de la liguilla                                               |
| 7    | Puebla      | 27   | 17 | 8  | 3 | 6  | 22 | 20 | +2   | Cuartos de final de la liguilla y primera fase de la Copa Libertadores 2016   |
| 8    | Veracruz    | 27   | 17 | 8  | 3 | 6  | 23 | 27 | −4   | Cuartos de final de la liguilla                                               |
| 9    | Monterrey   | 23   | 17 | 6  | 5 | 6  | 32 | 29 | +3   |                                                                               |
| 10   | Morelia     | 23   | 17 | 7  | 2 | 8  | 26 | 26 | 0    |                                                                               |
| 11   | Querétaro   | 22   | 17 | 6  | 4 | 7  | 25 | 25 | 0    |                                                                               |
| 12   | Pachuca     | 21   | 17 | 6  | 3 | 8  | 30 | 33 | −3   |                                                                               |
| 13   | Guadalajara | 21   | 17 | 6  | 3 | 8  | 23 | 26 | −3   |                                                                               |
| 14   | Cruz Azul   | 20   | 17 | 5  | 5 | 7  | 19 | 25 | −6   |                                                                               |
| 15   | Santos      | 17   | 17 | 4  | 5 | 8  | 21 | 24 | −3   |                                                                               |
| 16   | Atlas       | 17   | 17 | 5  | 2 | 10 | 17 | 28 | −11  |                                                                               |
| 17   | Tijuana     | 16   | 17 | 5  | 1 | 11 | 21 | 30 | −9   |                                                                               |
| 18   | Dorados     | 15   | 17 | 3  | 6 | 8  | 13 | 29 | −16  |                                                                               |

 Fuente: página oficial de la competición.
Notas:
1. ↑  El Puebla se clasificó a la Copa Libertadores 2016 como campeón de la Supercopa de México 2014-15.

### Evolución de la Clasificación
| Equipo / Jornada | 01 | 02 | 03 | 04 | 05 | 06 | 07 | 08 | 09 | 10 | 11 | 12 | 13 | 14 | 15 | 16 | 17 |
| ---------------- | -- | -- | -- | -- | -- | -- | -- | -- | -- | -- | -- | -- | -- | -- | -- | -- | -- |
| UNAM             | 2  | 7  | 11 | 6  | 3  | 2  | 2  | 1  | 2  | 1  | 2  | 1  | 1  | 1  | 1  | 1  | 1  |
| Toluca           | 8  | 4  | 4  | 9  | 8  | 5  | 6  | 4  | 5  | 4  | 3  | 3  | 2  | 2  | 4  | 2  | 2  |
| León             | 4  | 1  | 2  | 1  | 1  | 1  | 1  | 2  | 1  | 2  | 1  | 2  | 4  | 4  | 3  | 5  | 3  |
| Chiapas          | 10 | 6  | 10 | 5  | 9  | 8  | 9  | 6  | 7  | 8  | 8  | 9  | 9  | 9  | 6  | 6  | 4  |
| Tigres           | 12 | 13 | 16 | 18 | 16 | 11 | 7  | 5  | 6  | 6  | 7  | 5  | 5  | 5  | 5  | 3  | 5  |
| América          | 16 | 18 | 13 | 7  | 4  | 3  | 3  | 3  | 3  | 5  | 5  | 4  | 3  | 3  | 2  | 4  | 6  |
| Puebla           | 3  | 8  | 3  | 2  | 6  | 4  | 5  | 8  | 8  | 7  | 6  | 7  | 6  | 6  | 7  | 7  | 7  |
| Veracruz         | 5  | 11 | 5  | 4  | 2  | 7  | 4  | 7  | 4  | 3  | 4  | 6  | 7  | 7  | 8  | 8  | 8  |
| Monterrey        | 18 | 17 | 12 | 8  | 5  | 6  | 8  | 11 | 10 | 13 | 14 | 11 | 8  | 8  | 10 | 9  | 9  |
| Morelia          | 1  | 2  | 1  | 3  | 7  | 9  | 11 | 10 | 13 | 11 | 11 | 8  | 11 | 13 | 11 | 10 | 10 |
| Querétaro        | 6  | 9  | 9  | 13 | 14 | 10 | 12 | 13 | 16 | 14 | 15 | 12 | 13 | 10 | 9  | 11 | 11 |
| Pachuca          | 7  | 3  | 7  | 11 | 11 | 13 | 15 | 16 | 14 | 15 | 10 | 13 | 14 | 12 | 13 | 13 | 12 |
| Guadalajara      | 14 | 16 | 17 | 14 | 17 | 17 | 14 | 15 | 12 | 9  | 9  | 10 | 10 | 11 | 12 | 12 | 13 |
| Cruz Azul        | 17 | 12 | 6  | 10 | 12 | 14 | 17 | 18 | 15 | 16 | 16 | 16 | 17 | 15 | 15 | 15 | 14 |
| Santos           | 13 | 15 | 18 | 15 | 18 | 18 | 18 | 17 | 18 | 17 | 17 | 17 | 15 | 16 | 16 | 16 | 15 |
| Atlas            | 15 | 10 | 15 | 17 | 13 | 15 | 16 | 12 | 9  | 12 | 12 | 14 | 12 | 14 | 14 | 14 | 16 |
| Tijuana          | 11 | 14 | 14 | 16 | 10 | 12 | 10 | 9  | 11 | 10 | 13 | 15 | 16 | 17 | 17 | 18 | 17 |
| Dorados          | 9  | 5  | 8  | 12 | 15 | 16 | 13 | 14 | 17 | 18 | 18 | 18 | 18 | 18 | 18 | 17 | 18 |

## Tabla de Cocientes
| Posición | Equipo      | A13 | C14 | A14 | C15 | A15 | Puntos | Juegos | Cociente |
| -------- | ----------- | --- | --- | --- | --- | --- | ------ | ------ | -------- |
| 1        | América     | 37  | 25  | 31  | 29  | 28  | 150    | 85     | 1.7647   |
| 2        | Toluca      | 27  | 32  | 29  | 24  | 32  | 144    | 85     | 1.6941   |
| 3        | Tigres      | 25  | 21  | 31  | 29  | 28  | 134    | 85     | 1.5765   |
| 4        | Cruz Azul   | 29  | 36  | 21  | 25  | 20  | 131    | 85     | 1.5412   |
| 5        | Chiapas     | 25  | 23  | 28  | 20  | 29  | 125    | 85     | 1.4706   |
| 6        | Santos      | 33  | 25  | 23  | 25  | 17  | 123    | 85     | 1.4471   |
| 7        | León        | 30  | 23  | 22  | 16  | 30  | 121    | 85     | 1.4235   |
| 8        | Monterrey   | 20  | 23  | 27  | 24  | 23  | 117    | 85     | 1.3764   |
| 9        | UNAM        | 11  | 25  | 24  | 22  | 35  | 117    | 85     | 1.3764   |
| 10       | Querétaro   | 26  | 21  | 21  | 26  | 22  | 116    | 85     | 1.3647   |
| 11       | Pachuca     | 17  | 24  | 25  | 25  | 21  | 112    | 85     | 1.3176   |
| 12       | Atlas       | 12  | 21  | 31  | 28  | 17  | 109    | 85     | 1.2824   |
| 13       | Tijuana     | 21  | 24  | 21  | 24  | 16  | 106    | 85     | 1.2471   |
| 13       | Veracruz    | 20  | 16  | 15  | 28  | 27  | 106    | 85     | 1.2471   |
| 15       | Puebla      | 19  | 18  | 16  | 20  | 27  | 100    | 85     | 1.1765   |
| 16       | Guadalajara | 12  | 21  | 16  | 26  | 21  | 96     | 85     | 1.1294   |
| 17       | Morelia     | 27  | 21  | 10  | 13  | 23  | 94     | 85     | 1.1059   |
| 18       | Dorados     | -   | -   | -   | -   | 15  | 15     | 17     | 0.8824   |

## Liguilla
|  | Cuartos de final                                                         | Cuartos de final                                                         | Cuartos de final                                                         | Cuartos de final                                                         | Cuartos de final                                                         |   |       | Semifinales                                                  | Semifinales                                                  | Semifinales                                                  | Semifinales                                                  | Semifinales                                                  |  |   | Final                                                          | Final                                                          | Final                                                          | Final                                                          | Final                                                          |  |
|  | 25 y 26 de noviembre de 2015 (ida) 28 y 29 de noviembre de 2015 (vuelta) | 25 y 26 de noviembre de 2015 (ida) 28 y 29 de noviembre de 2015 (vuelta) | 25 y 26 de noviembre de 2015 (ida) 28 y 29 de noviembre de 2015 (vuelta) | 25 y 26 de noviembre de 2015 (ida) 28 y 29 de noviembre de 2015 (vuelta) | 25 y 26 de noviembre de 2015 (ida) 28 y 29 de noviembre de 2015 (vuelta) |   |       | 3 de diciembre de 2015 (ida) 6 de diciembre de 2015 (vuelta) | 3 de diciembre de 2015 (ida) 6 de diciembre de 2015 (vuelta) | 3 de diciembre de 2015 (ida) 6 de diciembre de 2015 (vuelta) | 3 de diciembre de 2015 (ida) 6 de diciembre de 2015 (vuelta) | 3 de diciembre de 2015 (ida) 6 de diciembre de 2015 (vuelta) |  |   | 10 de diciembre de 2015 (ida) 13 de diciembre de 2015 (vuelta) | 10 de diciembre de 2015 (ida) 13 de diciembre de 2015 (vuelta) | 10 de diciembre de 2015 (ida) 13 de diciembre de 2015 (vuelta) | 10 de diciembre de 2015 (ida) 13 de diciembre de 2015 (vuelta) | 10 de diciembre de 2015 (ida) 13 de diciembre de 2015 (vuelta) |  |
|  |                                                                          |                                                                          |                                                                          |                                                                          |                                                                          |   |       |                                                              |                                                              |                                                              |                                                              |                                                              |  |   |                                                                |                                                                |                                                                |                                                                |                                                                |  |
|  |                                                                          |                                                                          |                                                                          |                                                                          |                                                                          |   |       |                                                              |                                                              |                                                              |                                                              |                                                              |  |   |                                                                |                                                                |                                                                |                                                                |                                                                |  |
|  | 1                                                                        | UNAM (*)                                                                 | 0                                                                        | 1                                                                        | 1                                                                        |   |       |                                                              |                                                              |                                                              |                                                              |                                                              |  |   |                                                                |                                                                |                                                                |                                                                |                                                                |  |
|  | 1                                                                        | UNAM (*)                                                                 | 0                                                                        | 1                                                                        | 1                                                                        |   |       |                                                              |                                                              |                                                              |                                                              |                                                              |  |   |                                                                |                                                                |                                                                |                                                                |                                                                |  |
|  | 8                                                                        | Veracruz                                                                 | 1                                                                        | 0                                                                        | 1                                                                        |   |       |                                                              |                                                              |                                                              |                                                              |                                                              |  |   |                                                                |                                                                |                                                                |                                                                |                                                                |  |
|  | 8                                                                        | Veracruz                                                                 | 1                                                                        | 0                                                                        | 1                                                                        |   | 1     | UNAM                                                         | 3                                                            | 1                                                            | 4                                                            |                                                              |  |   |                                                                |                                                                |                                                                |                                                                |                                                                |  |
|  |                                                                          |                                                                          |                                                                          |                                                                          |                                                                          |   | 1     | UNAM                                                         | 3                                                            | 1                                                            | 4                                                            |                                                              |  |   |                                                                |                                                                |                                                                |                                                                |                                                                |  |
|  |                                                                          |                                                                          | 6                                                                        | América                                                                  | 0                                                                        | 3 | 3     |                                                              |                                                              |                                                              |                                                              |                                                              |  |   |                                                                |                                                                |                                                                |                                                                |                                                                |  |
|  | 3                                                                        | León                                                                     | 6                                                                        | América                                                                  | 0                                                                        | 3 | 3     | 1                                                            | 2                                                            | 3                                                            |                                                              |                                                              |  |   |                                                                |                                                                |                                                                |                                                                |                                                                |  |
|  | 3                                                                        | León                                                                     |                                                                          |                                                                          |                                                                          |   |       |                                                              |                                                              | 3                                                            |                                                              |                                                              |  |   |                                                                |                                                                |                                                                |                                                                |                                                                |  |
|  | 6                                                                        | América                                                                  | 4                                                                        | 1                                                                        | 5                                                                        |   |       |                                                              |                                                              |                                                              |                                                              |                                                              |  |   |                                                                |                                                                |                                                                |                                                                |                                                                |  |
|  | 6                                                                        | América                                                                  | 4                                                                        | 1                                                                        | 5                                                                        |   |       |                                                              |                                                              |                                                              |                                                              |                                                              |  | 1 | UNAM                                                           | 0                                                              | 4                                                              | 4 (2)                                                          |                                                                |  |
|  |                                                                          |                                                                          |                                                                          |                                                                          |                                                                          |   |       |                                                              |                                                              |                                                              |                                                              |                                                              |  | 1 | UNAM                                                           | 0                                                              | 4                                                              | 4 (2)                                                          |                                                                |  |
|  |                                                                          |                                                                          | 5                                                                        | Tigres (p.)                                                              | 3                                                                        | 1 | 4 (4) |                                                              |                                                              |                                                              |                                                              |                                                              |  |   |                                                                |                                                                |                                                                |                                                                |                                                                |  |
|  | 2                                                                        | Toluca                                                                   | 5                                                                        | Tigres (p.)                                                              | 3                                                                        | 1 | 4 (4) | 2                                                            | 2                                                            | 4                                                            |                                                              |                                                              |  |   |                                                                |                                                                |                                                                |                                                                |                                                                |  |
|  | 2                                                                        | Toluca                                                                   |                                                                          |                                                                          |                                                                          |   |       |                                                              |                                                              | 4                                                            |                                                              |                                                              |  |   |                                                                |                                                                |                                                                |                                                                |                                                                |  |
|  | 7                                                                        | Puebla                                                                   | 2                                                                        | 1                                                                        | 3                                                                        |   |       |                                                              |                                                              |                                                              |                                                              |                                                              |  |   |                                                                |                                                                |                                                                |                                                                |                                                                |  |
|  | 7                                                                        | Puebla                                                                   | 2                                                                        | 1                                                                        | 3                                                                        |   | 2     | Toluca                                                       | 0                                                            | 0                                                            | 0                                                            |                                                              |  |   |                                                                |                                                                |                                                                |                                                                |                                                                |  |
|  |                                                                          |                                                                          |                                                                          |                                                                          |                                                                          |   | 2     | Toluca                                                       | 0                                                            | 0                                                            | 0                                                            |                                                              |  |   |                                                                |                                                                |                                                                |                                                                |                                                                |  |
|  |                                                                          |                                                                          | 5                                                                        | Tigres                                                                   | 0                                                                        | 2 | 2     |                                                              |                                                              |                                                              |                                                              |                                                              |  |   |                                                                |                                                                |                                                                |                                                                |                                                                |  |
|  | 4                                                                        | Chiapas                                                                  | 5                                                                        | Tigres                                                                   | 0                                                                        | 2 | 2     | 1                                                            | 0                                                            | 1                                                            |                                                              |                                                              |  |   |                                                                |                                                                |                                                                |                                                                |                                                                |  |
|  | 4                                                                        | Chiapas                                                                  |                                                                          |                                                                          |                                                                          |   |       |                                                              |                                                              | 1                                                            |                                                              |                                                              |  |   |                                                                |                                                                |                                                                |                                                                |                                                                |  |
|  | 5                                                                        | Tigres                                                                   | 2                                                                        | 1                                                                        | 3                                                                        |   |       |                                                              |                                                              |                                                              |                                                              |                                                              |  |   |                                                                |                                                                |                                                                |                                                                |                                                                |  |
|  | 5                                                                        | Tigres                                                                   | 2                                                                        | 1                                                                        | 3                                                                        |   |       |                                                              |                                                              |                                                              |                                                              |                                                              |  |   |                                                                |                                                                |                                                                |                                                                |                                                                |  |
|  |                                                                          |                                                                          |                                                                          |                                                                          |                                                                          |   |       |                                                              |                                                              |                                                              |                                                              |                                                              |  |   |                                                                |                                                                |                                                                |                                                                |                                                                |  |

- Campeón y subcampeón clasifican a la Liga de Campeones de la Concacaf 2016-17.

### Cuartos de final

#### UNAM-Veracruz
| 26 de noviembre de 2015, 19:00 | Veracruz    | 1:0 (1:0) | UNAM | Estadio Luis "Pirata" Fuente, Veracruz, Veracruz              |                                                               |
|                                | Villalva 7' | Reporte   |      | Asistencia: 28 530 espectadores Árbitro(s): Fernando Guerrero | Asistencia: 28 530 espectadores Árbitro(s): Fernando Guerrero |

| 29 de noviembre de 2015, 12:00                                       | UNAM        | 1:0 (1:0) | Veracruz | Estadio Olímpico Universitario, México, D. F.                     |                                                                   |
|                                                                      | Martínez 8' | Reporte   |          | Asistencia: 34 820 espectadores Árbitro(s): Roberto García Orozco | Asistencia: 34 820 espectadores Árbitro(s): Roberto García Orozco |
| UNAM avanza a Semifinales por mejor posición en la tabla, Global 1-1 |             |           |          |                                                                   |                                                                   |

#### Toluca-Puebla
| 26 de noviembre de 2015, 21:00 | Puebla                | 2:2 (0:2) | Toluca                   | Estadio Cuauhtémoc, Puebla                                         |                                                                    |
|                                | Rey 51' · Herrera 87' | Reporte   | Arellano 15' · Uribe 45' | Asistencia: 50 700 espectadores Árbitro(s): Luis Enrique Santander | Asistencia: 50 700 espectadores Árbitro(s): Luis Enrique Santander |

| 29 de noviembre de 2015, 17:00                         | Toluca    | 1:0 (0:0) | Puebla | Estadio Nemesio Díez, Toluca                                 |                                                              |
|                                                        | Uribe 83' | Reporte   |        | Asistencia: 13 281 espectadores Árbitro(s): Francisco Chacón | Asistencia: 13 281 espectadores Árbitro(s): Francisco Chacón |
| Toluca avanza a Semifinales por marcador global de 3-2 |           |           |        |                                                              |                                                              |

#### León-América
| 25 de noviembre de 2015, 19:00 | América                                                     | 4:1 (3:1) | León         | Estadio Azteca, México, D. F.                           |                                                         |
|                                | Goltz 22' · Aguilar 36' · Benedetto 44' (pen.) · Arroyo 74' | Reporte   | González 12' | Asistencia: 32 073 espectadores Árbitro(s): César Ramos | Asistencia: 32 073 espectadores Árbitro(s): César Ramos |

| 28 de noviembre de 2015, 20:06                          | León                        | 2:1 (1:0) | América       | Estadio León, León                                                |                                                                   |
|                                                         | Burbano 44' · Hernández 83' | Reporte   | Benedetto 78' | Asistencia: 24 065 espectadores Árbitro(s): José Alfredo Peñaloza | Asistencia: 24 065 espectadores Árbitro(s): José Alfredo Peñaloza |
| América avanza a Semifinales por marcador global de 3-5 |                             |           |               |                                                                   |                                                                   |

#### Chiapas-Tigres
| 25 de noviembre de 2015, 21:00 | Tigres                   | 2:1 (1:0) | Chiapas         | Estadio Universitario, San Nicolás de los Garza                |                                                                |
|                                | Gignac 21' · Álvarez 84' | Reporte   | Insaurralde 65' | Asistencia: 40 561 espectadores Árbitro(s): Erick Yair Miranda | Asistencia: 40 561 espectadores Árbitro(s): Erick Yair Miranda |

| 28 de noviembre de 2015, 18:00                         | Chiapas | 0:1 (0:1) | Tigres     | Estadio Víctor Manuel Reyna, Tuxtla Gutiérrez                 |                                                               |
|                                                        |         | Reporte   | Gignac 21' | Asistencia: 27 584 espectadores Árbitro(s): Jorge Isaac Rojas | Asistencia: 27 584 espectadores Árbitro(s): Jorge Isaac Rojas |
| Tigres avanza a Semifinales por marcador global de 1-3 |         |           |            |                                                               |                                                               |

### Semifinales

#### UNAM-América
| 3 de diciembre de 2015, 19:00 | América | 0:3 (0:0) | UNAM                                | Estadio Azteca, México, D.F.                                  |                                                               |
|                               |         | Reporte   | Sosa 62' · Alcoba 74' · Herrera 79' | Asistencia: 73 286 espectadores Árbitro(s): Fernando Guerrero | Asistencia: 73 286 espectadores Árbitro(s): Fernando Guerrero |

| 6 de diciembre de 2015, 12:00                     | UNAM       | 1:3 (0:2) | América                       | Estadio Olímpico Universitario, México, D.F.                  |                                                               |
|                                                   | Cortés 84' | Reporte   | Quintero 9' 26' · Andrade 87' | Asistencia: 46 731 espectadores Árbitro(s): Jorge Isaac Rojas | Asistencia: 46 731 espectadores Árbitro(s): Jorge Isaac Rojas |
| UNAM avanza a la Final por marcador global de 4-3 |            |           |                               |                                                               |                                                               |

#### Toluca-Tigres
| 3 de diciembre de 2015, 21:00 | Tigres | 0:0     | Toluca | Estadio Universitario, San Nicolás de los Garza                    |                                                                    |
|                               |        | Reporte |        | Asistencia: 41 335 espectadores Árbitro(s): Luis Enrique Santander | Asistencia: 41 335 espectadores Árbitro(s): Luis Enrique Santander |

| 6 de diciembre de 2015, 18:00                       | Toluca | 0:2 (0:0) | Tigres                   | Estadio Nemesio Díez, Toluca                                      |                                                                   |
|                                                     |        | Reporte   | Aquino 69' · Álvarez 83' | Asistencia: 17 165 espectadores Árbitro(s): José Alfredo Peñaloza | Asistencia: 17 165 espectadores Árbitro(s): José Alfredo Peñaloza |
| Tigres avanza a la Final por marcador global de 0-2 |        |           |                          |                                                                   |                                                                   |

### Final

#### UNAM-Tigres
| 10 de diciembre de 2015, 21:00 | Tigres                                     | 3:0 (2:0) | UNAM | Estadio Universitario, San Nicolás de los Garza                   |                                                                   |
|                                | Gignac 15' (pen.) · Aquino 29' · Sóbis 60' | Reporte   |      | Asistencia: 41 615 espectadores Árbitro(s): José Alfredo Peñaloza | Asistencia: 41 615 espectadores Árbitro(s): José Alfredo Peñaloza |

| 13 de diciembre de 2015, 20:30                                   | UNAM                                                 | 4:1 (3:0, 1:0) (t. s.)(2:4 p.) | Tigres                             | Estadio Olímpico Universitario, Ciudad de México              |                                                               |
|                                                                  | Herrera 45' · Britos 55' · Torales 87' · Alcoba 119' | Reporte                        | Gignac 103'                        | Asistencia: 45 310 espectadores Árbitro(s): Fernando Guerrero | Asistencia: 45 310 espectadores Árbitro(s): Fernando Guerrero |
|                                                                  |                                                      | Tiros desde el punto penal     |                                    |                                                               |                                                               |
|                                                                  | Martínez · Sosa · Fuentes · Cortés                   |                                | Gignac · Juninho · Rivas · Jiménez |                                                               |                                                               |
| Tigres Campeón del Torneo Apertura 2015, Global 4-4, Penales 2-4 |                                                      |                                |                                    |                                                               |                                                               |

#### Final - Ida
| 1     | POR   | Nahuel Guzmán       |     |
| 2     | DEF   | Israel Jiménez      |     |
| 3     | DEF   | Juninho             |     |
| 4     | DEF   | Hugo Ayala          |     |
| 24    | DEF   | José Rivas          |     |
| 19    | MED   | Guido Pizarro       |     |
| 29    | MED   | Jesús Dueñas        |     |
| 20    | MED   | Javier Aquino       | 89' |
| 25    | MED   | Jürgen Damm         | 68' |
| 9     | DEL   | Rafael Sobis        |     |
| 10    | DEL   | André-Pierre Gignac |     |
| D. T. | D. T. | Ricardo Ferretti    |     |

| 1     | POR   | Alejandro Palacios |     |
| 16    | DEF   | Marcelo Alatorre   |     |
| 3     | DEF   | Gerardo Alcoba     |     |
| 4     | DEF   | Darío Verón        |     |
| 5     | DEF   | Luis Fuentes       |     |
| 21    | MED   | Alejandro Castro   |     |
| 7     | MED   | Javier Cortés      |     |
| 20    | MED   | Matías Britos      |     |
| 11    | MED   | Fidel Martínez     | 60' |
| 18    | MED   | Ismael Sosa        |     |
| 15    | DEL   | Eduardo Herrera    | 83' |
| D. T. | D. T. | Guillermo Vázquez  |     |

| 11 | Centrocampista | Damián Álvarez | 68' |
| 8  | Centrocampista | Joffre Guerrón | 89' |

| 10 | Centrocampista | Daniel Ludueña | 60' |
| 9  | Delantero      | Dante López    | 83' |

| 15' (pen.) · 29' · 60' | André-Pierre Gignac Javier Aquino Rafael Sobis | 1:0 2:0 3:0 |

| 49' · 50' · 65' · 75' | Matías Britos Fidel Martínez Ismael Sosa Alejandro Castro |

| Principal  | José Alfredo Peñaloza  |
| Asistentes | Miguel Ángel Hernández |
|            | Alejandro Ayala        |
| Cuarto     | Erick Yair Miranda     |

|                    |     |     |
| Tiros              | 20  | 7   |
| Tiros a puerta     | 9   | 1   |
| Faltas             | 19  | 9   |
| Saques de esquina  | 6   | 2   |
| Penaltis           | 1   | 0   |
| Fueras de juego    | 1   | 2   |
| Posesión del balón | 61% | 39% |

| Alineación inicial |

| 1     | POR   | Nahuel Guzmán       |     |
| 2     | DEF   | Israel Jiménez      |     |
| 3     | DEF   | Juninho             |     |
| 4     | DEF   | Hugo Ayala          |     |
| 24    | DEF   | José Rivas          |     |
| 19    | MED   | Guido Pizarro       |     |
| 29    | MED   | Jesús Dueñas        |     |
| 20    | MED   | Javier Aquino       | 89' |
| 25    | MED   | Jürgen Damm         | 68' |
| 9     | DEL   | Rafael Sobis        |     |
| 10    | DEL   | André-Pierre Gignac |     |
| D. T. | D. T. | Ricardo Ferretti    |     |

| 1     | POR   | Alejandro Palacios |     |
| 16    | DEF   | Marcelo Alatorre   |     |
| 3     | DEF   | Gerardo Alcoba     |     |
| 4     | DEF   | Darío Verón        |     |
| 5     | DEF   | Luis Fuentes       |     |
| 21    | MED   | Alejandro Castro   |     |
| 7     | MED   | Javier Cortés      |     |
| 20    | MED   | Matías Britos      |     |
| 11    | MED   | Fidel Martínez     | 60' |
| 18    | MED   | Ismael Sosa        |     |
| 15    | DEL   | Eduardo Herrera    | 83' |
| D. T. | D. T. | Guillermo Vázquez  |     |

| 11 | Centrocampista | Damián Álvarez | 68' |
| 8  | Centrocampista | Joffre Guerrón | 89' |

| 10 | Centrocampista | Daniel Ludueña | 60' |
| 9  | Delantero      | Dante López    | 83' |

| 15' (pen.) · 29' · 60' | André-Pierre Gignac Javier Aquino Rafael Sobis | 1:0 2:0 3:0 |

| 49' · 50' · 65' · 75' | Matías Britos Fidel Martínez Ismael Sosa Alejandro Castro |

| Principal  | José Alfredo Peñaloza  |
| Asistentes | Miguel Ángel Hernández |
|            | Alejandro Ayala        |
| Cuarto     | Erick Yair Miranda     |

|                    |     |     |
| Tiros              | 20  | 7   |
| Tiros a puerta     | 9   | 1   |
| Faltas             | 19  | 9   |
| Saques de esquina  | 6   | 2   |
| Penaltis           | 1   | 0   |
| Fueras de juego    | 1   | 2   |
| Posesión del balón | 61% | 39% |

| Alineación inicial |

| 1     | POR   | Nahuel Guzmán       |     |
| 2     | DEF   | Israel Jiménez      |     |
| 3     | DEF   | Juninho             |     |
| 4     | DEF   | Hugo Ayala          |     |
| 24    | DEF   | José Rivas          |     |
| 19    | MED   | Guido Pizarro       |     |
| 29    | MED   | Jesús Dueñas        |     |
| 20    | MED   | Javier Aquino       | 89' |
| 25    | MED   | Jürgen Damm         | 68' |
| 9     | DEL   | Rafael Sobis        |     |
| 10    | DEL   | André-Pierre Gignac |     |
| D. T. | D. T. | Ricardo Ferretti    |     |

| 1     | POR   | Alejandro Palacios |     |
| 16    | DEF   | Marcelo Alatorre   |     |
| 3     | DEF   | Gerardo Alcoba     |     |
| 4     | DEF   | Darío Verón        |     |
| 5     | DEF   | Luis Fuentes       |     |
| 21    | MED   | Alejandro Castro   |     |
| 7     | MED   | Javier Cortés      |     |
| 20    | MED   | Matías Britos      |     |
| 11    | MED   | Fidel Martínez     | 60' |
| 18    | MED   | Ismael Sosa        |     |
| 15    | DEL   | Eduardo Herrera    | 83' |
| D. T. | D. T. | Guillermo Vázquez  |     |

| 11 | Centrocampista | Damián Álvarez | 68' |
| 8  | Centrocampista | Joffre Guerrón | 89' |

| 10 | Centrocampista | Daniel Ludueña | 60' |
| 9  | Delantero      | Dante López    | 83' |

| 15' (pen.) · 29' · 60' | André-Pierre Gignac Javier Aquino Rafael Sobis | 1:0 2:0 3:0 |

| 49' · 50' · 65' · 75' | Matías Britos Fidel Martínez Ismael Sosa Alejandro Castro |

| Principal  | José Alfredo Peñaloza  |
| Asistentes | Miguel Ángel Hernández |
|            | Alejandro Ayala        |
| Cuarto     | Erick Yair Miranda     |

|                    |     |     |
| Tiros              | 20  | 7   |
| Tiros a puerta     | 9   | 1   |
| Faltas             | 19  | 9   |
| Saques de esquina  | 6   | 2   |
| Penaltis           | 1   | 0   |
| Fueras de juego    | 1   | 2   |
| Posesión del balón | 61% | 39% |

| Alineación inicial |

| 1     | POR   | Nahuel Guzmán       |     |
| 2     | DEF   | Israel Jiménez      |     |
| 3     | DEF   | Juninho             |     |
| 4     | DEF   | Hugo Ayala          |     |
| 24    | DEF   | José Rivas          |     |
| 19    | MED   | Guido Pizarro       |     |
| 29    | MED   | Jesús Dueñas        |     |
| 20    | MED   | Javier Aquino       | 89' |
| 25    | MED   | Jürgen Damm         | 68' |
| 9     | DEL   | Rafael Sobis        |     |
| 10    | DEL   | André-Pierre Gignac |     |
| D. T. | D. T. | Ricardo Ferretti    |     |

| 1     | POR   | Alejandro Palacios |     |
| 16    | DEF   | Marcelo Alatorre   |     |
| 3     | DEF   | Gerardo Alcoba     |     |
| 4     | DEF   | Darío Verón        |     |
| 5     | DEF   | Luis Fuentes       |     |
| 21    | MED   | Alejandro Castro   |     |
| 7     | MED   | Javier Cortés      |     |
| 20    | MED   | Matías Britos      |     |
| 11    | MED   | Fidel Martínez     | 60' |
| 18    | MED   | Ismael Sosa        |     |
| 15    | DEL   | Eduardo Herrera    | 83' |
| D. T. | D. T. | Guillermo Vázquez  |     |

| 11 | Centrocampista | Damián Álvarez | 68' |
| 8  | Centrocampista | Joffre Guerrón | 89' |

| 10 | Centrocampista | Daniel Ludueña | 60' |
| 9  | Delantero      | Dante López    | 83' |

| 15' (pen.) · 29' · 60' | André-Pierre Gignac Javier Aquino Rafael Sobis | 1:0 2:0 3:0 |

| 49' · 50' · 65' · 75' | Matías Britos Fidel Martínez Ismael Sosa Alejandro Castro |

| Principal  | José Alfredo Peñaloza  |
| Asistentes | Miguel Ángel Hernández |
|            | Alejandro Ayala        |
| Cuarto     | Erick Yair Miranda     |

|                    |     |     |
| Tiros              | 20  | 7   |
| Tiros a puerta     | 9   | 1   |
| Faltas             | 19  | 9   |
| Saques de esquina  | 6   | 2   |
| Penaltis           | 1   | 0   |
| Fueras de juego    | 1   | 2   |
| Posesión del balón | 61% | 39% |

| Alineación inicial |

#### Final - Vuelta
| 1     | POR   | Alejandro Palacios |      |
| 16    | DEF   | Marcelo Alatorre   |      |
| 3     | DEF   | Gerardo Alcoba     |      |
| 4     | DEF   | Darío Verón        |      |
| 5     | DEF   | Luis Fuentes       |      |
| 7     | MED   | Javier Cortés      |      |
| 21    | MED   | Alejandro Castro   | 54'  |
| 18    | MED   | Ismael Sosa        |      |
| 10    | MED   | Daniel Ludueña     | 83'  |
| 20    | MED   | Matías Britos      | 105' |
| 15    | DEL   | Eduardo Herrera    |      |
| D. T. | D. T. | Guillermo Vázquez  |      |

| 1     | POR   | Nahuel Guzmán       |     |
| 2     | DEF   | Israel Jiménez      |     |
| 4     | DEF   | Hugo Ayala          |     |
| 3     | DEF   | Juninho             |     |
| 24    | DEF   | José Rivas          |     |
| 25    | MED   | Jürgen Damm         | 68' |
| 29    | MED   | Jesús Dueñas        | 80' |
| 19    | MED   | Guido Pizarro       |     |
| 20    | MED   | Javier Aquino       |     |
| 9     | DEL   | Rafael Sobis        | 61' |
| 10    | DEL   | André-Pierre Gignac |     |
| D. T. | D. T. | Ricardo Ferretti    |     |

| 11 | Centrocampista | Fidel Martínez | 54'  |
| 6  | Centrocampista | Silvio Torales | 83'  |
| 9  | Delantero      | Dante López    | 105' |

| 18 | Centrocampista | José Torres         | 61' |
| 13 | Defensa        | Antonio Briseño     | 68' |
| 5  | Centrocampista | Egidio Arévalo Ríos | 80' |

| 45' · 55' · 87' · 119' | Eduardo Herrera Matías Britos Silvio Torales Gerardo Alcoba | 1:0 2:0 3:0 4:1 |

| 103' | André-Pierre Gignac | 3:1 |

| No · Sí · Sí · No | Fidel Martínez Ismael Sosa Luis Fuentes Javier Cortés | 0:0 1:1 2:2 2:3 |

| Sí · Sí · Sí · Sí | André-Pierre Gignac Juninho José Rivas Israel Jiménez | 0:1 1:2 2:3 2:4 |

| 15' · 60' · 79' · 90' · 119' | Alejandro Castro Ismael Sosa Matías Britos Eduardo Herrera Gerardo Alcoba |

| 60' · 71' · 71' · 90' · 111' | Guido Pizarro Nahuel Guzmán André-Pierre Gignac Hugo Ayala Israel Jiménez |

| 90+1' | Eduardo Herrera |

| 116' | Hugo Ayala |

| Principal  | Fernando Guerrero      |
| Asistentes | Alberto Morin          |
|            | José Luis Camargo      |
| Cuarto     | Luis Enrique Santander |

|                    |     |     |
| Tiros              | 19  | 13  |
| Tiros a puerta     | 11  | 4   |
| Faltas             | 22  | 22  |
| Saques de esquina  | 8   | 4   |
| Penaltis           | 0   | 0   |
| Fueras de juego    | 2   | 3   |
| Posesión del balón | 52% | 48% |

| Alineación inicial |

| 1     | POR   | Alejandro Palacios |      |
| 16    | DEF   | Marcelo Alatorre   |      |
| 3     | DEF   | Gerardo Alcoba     |      |
| 4     | DEF   | Darío Verón        |      |
| 5     | DEF   | Luis Fuentes       |      |
| 7     | MED   | Javier Cortés      |      |
| 21    | MED   | Alejandro Castro   | 54'  |
| 18    | MED   | Ismael Sosa        |      |
| 10    | MED   | Daniel Ludueña     | 83'  |
| 20    | MED   | Matías Britos      | 105' |
| 15    | DEL   | Eduardo Herrera    |      |
| D. T. | D. T. | Guillermo Vázquez  |      |

| 1     | POR   | Nahuel Guzmán       |     |
| 2     | DEF   | Israel Jiménez      |     |
| 4     | DEF   | Hugo Ayala          |     |
| 3     | DEF   | Juninho             |     |
| 24    | DEF   | José Rivas          |     |
| 25    | MED   | Jürgen Damm         | 68' |
| 29    | MED   | Jesús Dueñas        | 80' |
| 19    | MED   | Guido Pizarro       |     |
| 20    | MED   | Javier Aquino       |     |
| 9     | DEL   | Rafael Sobis        | 61' |
| 10    | DEL   | André-Pierre Gignac |     |
| D. T. | D. T. | Ricardo Ferretti    |     |

| 11 | Centrocampista | Fidel Martínez | 54'  |
| 6  | Centrocampista | Silvio Torales | 83'  |
| 9  | Delantero      | Dante López    | 105' |

| 18 | Centrocampista | José Torres         | 61' |
| 13 | Defensa        | Antonio Briseño     | 68' |
| 5  | Centrocampista | Egidio Arévalo Ríos | 80' |

| 45' · 55' · 87' · 119' | Eduardo Herrera Matías Britos Silvio Torales Gerardo Alcoba | 1:0 2:0 3:0 4:1 |

| 103' | André-Pierre Gignac | 3:1 |

| No · Sí · Sí · No | Fidel Martínez Ismael Sosa Luis Fuentes Javier Cortés | 0:0 1:1 2:2 2:3 |

| Sí · Sí · Sí · Sí | André-Pierre Gignac Juninho José Rivas Israel Jiménez | 0:1 1:2 2:3 2:4 |

| 15' · 60' · 79' · 90' · 119' | Alejandro Castro Ismael Sosa Matías Britos Eduardo Herrera Gerardo Alcoba |

| 60' · 71' · 71' · 90' · 111' | Guido Pizarro Nahuel Guzmán André-Pierre Gignac Hugo Ayala Israel Jiménez |

| 90+1' | Eduardo Herrera |

| 116' | Hugo Ayala |

| Principal  | Fernando Guerrero      |
| Asistentes | Alberto Morin          |
|            | José Luis Camargo      |
| Cuarto     | Luis Enrique Santander |

|                    |     |     |
| Tiros              | 19  | 13  |
| Tiros a puerta     | 11  | 4   |
| Faltas             | 22  | 22  |
| Saques de esquina  | 8   | 4   |
| Penaltis           | 0   | 0   |
| Fueras de juego    | 2   | 3   |
| Posesión del balón | 52% | 48% |

| Alineación inicial |

| 1     | POR   | Alejandro Palacios |      |
| 16    | DEF   | Marcelo Alatorre   |      |
| 3     | DEF   | Gerardo Alcoba     |      |
| 4     | DEF   | Darío Verón        |      |
| 5     | DEF   | Luis Fuentes       |      |
| 7     | MED   | Javier Cortés      |      |
| 21    | MED   | Alejandro Castro   | 54'  |
| 18    | MED   | Ismael Sosa        |      |
| 10    | MED   | Daniel Ludueña     | 83'  |
| 20    | MED   | Matías Britos      | 105' |
| 15    | DEL   | Eduardo Herrera    |      |
| D. T. | D. T. | Guillermo Vázquez  |      |

| 1     | POR   | Nahuel Guzmán       |     |
| 2     | DEF   | Israel Jiménez      |     |
| 4     | DEF   | Hugo Ayala          |     |
| 3     | DEF   | Juninho             |     |
| 24    | DEF   | José Rivas          |     |
| 25    | MED   | Jürgen Damm         | 68' |
| 29    | MED   | Jesús Dueñas        | 80' |
| 19    | MED   | Guido Pizarro       |     |
| 20    | MED   | Javier Aquino       |     |
| 9     | DEL   | Rafael Sobis        | 61' |
| 10    | DEL   | André-Pierre Gignac |     |
| D. T. | D. T. | Ricardo Ferretti    |     |

| 11 | Centrocampista | Fidel Martínez | 54'  |
| 6  | Centrocampista | Silvio Torales | 83'  |
| 9  | Delantero      | Dante López    | 105' |

| 18 | Centrocampista | José Torres         | 61' |
| 13 | Defensa        | Antonio Briseño     | 68' |
| 5  | Centrocampista | Egidio Arévalo Ríos | 80' |

| 45' · 55' · 87' · 119' | Eduardo Herrera Matías Britos Silvio Torales Gerardo Alcoba | 1:0 2:0 3:0 4:1 |

| 103' | André-Pierre Gignac | 3:1 |

| No · Sí · Sí · No | Fidel Martínez Ismael Sosa Luis Fuentes Javier Cortés | 0:0 1:1 2:2 2:3 |

| Sí · Sí · Sí · Sí | André-Pierre Gignac Juninho José Rivas Israel Jiménez | 0:1 1:2 2:3 2:4 |

| 15' · 60' · 79' · 90' · 119' | Alejandro Castro Ismael Sosa Matías Britos Eduardo Herrera Gerardo Alcoba |

| 60' · 71' · 71' · 90' · 111' | Guido Pizarro Nahuel Guzmán André-Pierre Gignac Hugo Ayala Israel Jiménez |

| 90+1' | Eduardo Herrera |

| 116' | Hugo Ayala |

| Principal  | Fernando Guerrero      |
| Asistentes | Alberto Morin          |
|            | José Luis Camargo      |
| Cuarto     | Luis Enrique Santander |

|                    |     |     |
| Tiros              | 19  | 13  |
| Tiros a puerta     | 11  | 4   |
| Faltas             | 22  | 22  |
| Saques de esquina  | 8   | 4   |
| Penaltis           | 0   | 0   |
| Fueras de juego    | 2   | 3   |
| Posesión del balón | 52% | 48% |

| Alineación inicial |

| 1     | POR   | Alejandro Palacios |      |
| 16    | DEF   | Marcelo Alatorre   |      |
| 3     | DEF   | Gerardo Alcoba     |      |
| 4     | DEF   | Darío Verón        |      |
| 5     | DEF   | Luis Fuentes       |      |
| 7     | MED   | Javier Cortés      |      |
| 21    | MED   | Alejandro Castro   | 54'  |
| 18    | MED   | Ismael Sosa        |      |
| 10    | MED   | Daniel Ludueña     | 83'  |
| 20    | MED   | Matías Britos      | 105' |
| 15    | DEL   | Eduardo Herrera    |      |
| D. T. | D. T. | Guillermo Vázquez  |      |

| 1     | POR   | Nahuel Guzmán       |     |
| 2     | DEF   | Israel Jiménez      |     |
| 4     | DEF   | Hugo Ayala          |     |
| 3     | DEF   | Juninho             |     |
| 24    | DEF   | José Rivas          |     |
| 25    | MED   | Jürgen Damm         | 68' |
| 29    | MED   | Jesús Dueñas        | 80' |
| 19    | MED   | Guido Pizarro       |     |
| 20    | MED   | Javier Aquino       |     |
| 9     | DEL   | Rafael Sobis        | 61' |
| 10    | DEL   | André-Pierre Gignac |     |
| D. T. | D. T. | Ricardo Ferretti    |     |

| 11 | Centrocampista | Fidel Martínez | 54'  |
| 6  | Centrocampista | Silvio Torales | 83'  |
| 9  | Delantero      | Dante López    | 105' |

| 18 | Centrocampista | José Torres         | 61' |
| 13 | Defensa        | Antonio Briseño     | 68' |
| 5  | Centrocampista | Egidio Arévalo Ríos | 80' |

| 45' · 55' · 87' · 119' | Eduardo Herrera Matías Britos Silvio Torales Gerardo Alcoba | 1:0 2:0 3:0 4:1 |

| 103' | André-Pierre Gignac | 3:1 |

| No · Sí · Sí · No | Fidel Martínez Ismael Sosa Luis Fuentes Javier Cortés | 0:0 1:1 2:2 2:3 |

| Sí · Sí · Sí · Sí | André-Pierre Gignac Juninho José Rivas Israel Jiménez | 0:1 1:2 2:3 2:4 |

| 15' · 60' · 79' · 90' · 119' | Alejandro Castro Ismael Sosa Matías Britos Eduardo Herrera Gerardo Alcoba |

| 60' · 71' · 71' · 90' · 111' | Guido Pizarro Nahuel Guzmán André-Pierre Gignac Hugo Ayala Israel Jiménez |

| 90+1' | Eduardo Herrera |

| 116' | Hugo Ayala |

| Principal  | Fernando Guerrero      |
| Asistentes | Alberto Morin          |
|            | José Luis Camargo      |
| Cuarto     | Luis Enrique Santander |

|                    |     |     |
| Tiros              | 19  | 13  |
| Tiros a puerta     | 11  | 4   |
| Faltas             | 22  | 22  |
| Saques de esquina  | 8   | 4   |
| Penaltis           | 0   | 0   |
| Fueras de juego    | 2   | 3   |
| Posesión del balón | 52% | 48% |

| Alineación inicial |

| Campeón Apertura 2015 |
| --------------------- |
|                       |
| Tigres                |
| 4° Título             |

## Estadísticas

### Máximos goleadores
| Pos. | Posición | Jugador             | Equipo      | Goles | Penal | Minutos | Frecuencia |
| ---- | -------- | ------------------- | ----------- | ----- | ----- | ------- | ---------- |
| 1.º  | DEL      | Mauro Boselli       | León        | 13    | 2     | 1436    | 110.46     |
| 1.º  | DEL      | Emanuel Villa       | Querétaro   | 13    | 0     | 1512    | 116.3      |
| 2.º  | DEL      | Dayro Moreno        | Tijuana     | 12    | 2     | 1464    | 122        |
| 3.º  | DEL      | André-Pierre Gignac | Tigres      | 11    | 1     | 1306    | 118.73     |
| 3.º  | DEL      | Rogelio Funes Mori  | Monterrey   | 11    | 0     | 1418    | 128.9      |
| 4.º  | MED      | Edwin Cardona       | Monterrey   | 10    | 1     | 1131    | 113.1      |
| 4.º  | DEL      | Silvio Romero       | Chiapas     | 10    | 3     | 1290    | 129        |
| 4.º  | DEL      | Omar Bravo          | Guadalajara | 10    | 2     | 1353    | 135.2      |
| 4.º  | DEL      | Enrique Triverio    | Toluca      | 10    | 0     | 1385    | 138.5      |
| 4.º  | DEL      | Ismael Sosa         | UNAM        | 10    | 0     | 1443    | 144.3      |
| 5.º  | DEL      | Fernando Uribe      | Toluca      | 9     | 0     | 1004    | 111.55     |
| 5.º  | DEL      | Eduardo Herrera     | UNAM        | 9     | 3     | 1442    | 160.22     |
| 6.º  | DEL      | Franco Jara         | Pachuca     | 8     | 0     | 660     | 82.5       |
| 6.º  | DEL      | Darío Benedetto     | América     | 8     | 0     | 778     | 97.25      |
| 6.º  | MED      | Carlos Peña         | León        | 8     | 0     | 1234    | 154.25     |
| 6.º  | DEL      | Luis Gabriel Rey    | Puebla      | 8     | 0     | 1280    | 160        |
| 6.º  | DEL      | Julio César Furch   | Veracruz    | 8     | 0     | 1511    | 188.87     |

### Máximos Goleadores (Liguilla)
| Posición | Jugador             | Equipo  | Goles | Partidos Jugados |
| -------- | ------------------- | ------- | ----- | ---------------- |
| 1.º      | André-Pierre Gignac | Tigres  | 4     | 6                |
| 2.º      | Damián Álvarez      | Tigres  | 2     | 5                |
| 2.º      | Javier Aquino       | Tigres  | 2     | 5                |
| 2.º      | Fernando Uribe      | Toluca  | 2     | 4                |
| 2.º      | Darwin Quintero     | América | 2     | 4                |

- Actualizado el 11 de diciembre de 2015

Datos según la página oficial.

### Hat-Tricks o más
| Jugador             | Equipo    | Adversario | Resultado | Cantidad        | Fecha            |
| ------------------- | --------- | ---------- | --------- | --------------- | ---------------- |
| André-Pierre Gignac | Tigres    | Chiapas    | 4 - 1     | 28' 37' 70'     | 15 de agosto     |
| Emanuel Villa       | Querétaro | Cruz Azul  | 4 - 2     | 41' 46' 81'     | 21 de agosto     |
| Fernando Uribe      | Toluca    | Pachuca    | 3 - 4     | 25' 48' 60' 88' | 12 de septiembre |
| Silvio Romero       | Chiapas   | León       | 6 - 2     | 10' 12' 47'     | 12 de septiembre |

### Máximos asistentes
Lista con los máximos asistentes de la Liga Bancomer MX, * Datos según la página oficial de la competición. (Fuente complementaria: ESPN)
| Posición | Jugador              | Equipo    | Asistencias | Minutos |
| -------- | -------------------- | --------- | ----------- | ------- |
| 1.º      | Rafael Sóbis         | Tigres    | 10          | 1247    |
| 2.º      | Fidel Martínez       | UNAM      | 8           | 1399    |
| 3.º      | Elías Hernández      | Club León | 7           | 1073    |
| 4.º      | Hernán Darío Burbano | León      | 6           | 1057    |
| 4.º      | Silvio Romero        | Chiapas   | 6           | 1290    |
| 5.º      | Dorlan Pabón         | Monterrey | 5           | 1136    |
| 5.º      | Ignacio González     | León      | 5           | 1151    |
| 5.º      | Avilés Hurtado       | Chiapas   | 5           | 1399    |
| 5.º      | Rogelio Funes Mori   | Monterrey | 5           | 1418    |

- Actualizado el 7 de noviembre de 2015

### Anotaciones (Torneo Regular)
- Primer gol del Torneo: Anotado por Juan Albín (61'21") en el  Veracruz 2 - 0  Guadalajara (J-1)
- Último gol del Torneo: Anotado por César Ibáñez (53'50") en el  Guadalajara 0 - 3 Santos  (J-17)
- Gol más rápido: Anotado por Matías Britos (38") en el Archivo:Pumx15.png UNAM 5 - 0  Atlas (J-4)
- Gol más tardío: Anotado por Segundo Castillo (95'21") en el  Dorados 2 - 1  Guadalajara (J-16)
- Mayor número de goles en un partido: 8 goles en  Chiapas 6 - 2  León (J-8),  Guadalajara 4 - 4  Pachuca (J-15)
- Mayor victoria de local: Archivo:Pumx15.png UNAM 5 - 0  Atlas (J-4)
- Mayor victoria de visita:  Cruz Azul 0 - 3  Morelia (J-1),  Pachuca 0 - 3  América (J-3),  Atlas 0 - 3  Monterrey (J-3),  Dorados 1 - 4  Monterrey (J-5),  Morelia 0 - 3  América (J-9),  Veracruz 0 - 3 Santos  (J-13),  Guadalajara 0 - 3 Santos  (J-17)
- Mayor número de goles en una jornada: 37 (J-5)

### Anotaciones (Liguilla)
- Primer gol: Anotado por Ignacio González (11'11") en el  América 4 - 1  León (Cuartos de final Ida)
- Último gol: Anotado por Gerardo Alcoba (118'35") en el Archivo:Pumx15.png UNAM 4 - 1  Tigres (Final Vuelta)
- Gol más rápido: Anotado por Daniel Villalva (06'05") en el  Veracruz 1 - 0 Archivo:Pumx15.png UNAM (Cuartos de final Ida)
- Gol más tardío: Anotado por Robert Herrera (86'44") en el  Puebla 2 - 2  Toluca  (Cuartos de final Ida)
- Mayor número de goles en un partido: 5 goles en  América 4 - 1  León (Cuartos de final Ida)
- Mayor victoria de local:  América 4 - 1  León (Cuartos de final Ida)
- Mayor victoria de visita:  América 0 - 3 Archivo:Pumx15.png UNAM (Semifinal Ida)
- Mayor número de goles en una jornada: 13 (Cuartos de final Ida)

### Disciplina
- Club con más tarjetas amarillas:  América (51)
- Club con más tarjetas rojas:  Tigres,  Puebla  (6)
- Jugador con más tarjetas amarillas:  Francisco Silva (8)
- Jugador con más tarjetas rojas:  Jonathan Lacerda,  Rubens Sambueza,  Christian Cueva,  Cristian Campestrini (2)

Datos según la página oficial de la competición.

## Once ideal del Apertura 2015
El Once Ideal fue designado durante la edición de la Revista de la Liga Bancomer MX, elegido por varios comunicadores y periodistas. Paul Aguilar del Club América fue el único que repitió del 11 ideal del torneo pasado.
| Once Ideal Apertura 2015 | Once Ideal Apertura 2015 |
| ------------------------ | ------------------------ |

| \| N.º. \| Pos. \| Nac. \| Jugador \| Equipo \| \| ----------------------------------- \| ---- \| ---- \| ------------------- \| --------------------- \| \| 1 \| POR \| \| Nahuel Guzmán \| Tigres de la UANL \| \| 22 \| LTD \| \| Paul Aguilar \| Club América \| \| 4 \| DCT \| \| Hugo Ayala \| Tigres de la UANL \| \| 3 \| DCT \| \| Gerardo Alcoba \| UNAM Pumas \| \| 5 \| LTI \| \| Luis Fuentes \| UNAM Pumas \| \| 25 \| MED \| \| Jürgen Damm \| Tigres de la UANL \| \| 19 \| MED \| \| Guido Pizarro \| Tigres de la UANL \| \| 20 \| MED \| \| Javier Aquino \| Tigres de la UANL \| \| 17 \| EXT \| \| Mauro Boselli \| Club León \| \| 30 \| EXT \| \| Emanuel Villa \| Querétaro Fútbol Club \| \| 10 \| DEL \| \| André-Pierre Gignac \| Tigres de la UANL \| \| DT \| DT \| \| Ricardo Ferretti \| Tigres de la UANL \| \| Fuente: Revista Liga Bancomer MX[2] \| \| \| \| \| | Guzmán Aguilar Ayala Alcoba Fuentes Damm Pizarro Aquino Boselli Villa Gignac |                      |                     |                       |
| N.º. | Pos.                                                                         | Nac.                 | Jugador             | Equipo                |
| 1 | POR                                                                          | Bandera de Argentina | Nahuel Guzmán       | Tigres de la UANL     |
| 22 | LTD                                                                          | Bandera de México    | Paul Aguilar        | Club América          |
| 4 | DCT                                                                          | Bandera de México    | Hugo Ayala          | Tigres de la UANL     |
| 3 | DCT                                                                          | Bandera de Uruguay   | Gerardo Alcoba      | UNAM Pumas            |
| 5 | LTI                                                                          | Bandera de México    | Luis Fuentes        | UNAM Pumas            |
| 25 | MED                                                                          | Bandera de México    | Jürgen Damm         | Tigres de la UANL     |
| 19 | MED                                                                          | Bandera de Argentina | Guido Pizarro       | Tigres de la UANL     |
| 20 | MED                                                                          | Bandera de México    | Javier Aquino       | Tigres de la UANL     |
| 17 | EXT                                                                          | Bandera de Argentina | Mauro Boselli       | Club León             |
| 30 | EXT                                                                          | Bandera de Argentina | Emanuel Villa       | Querétaro Fútbol Club |
| 10 | DEL                                                                          | Bandera de Francia   | André-Pierre Gignac | Tigres de la UANL     |
| DT | DT                                                                           | Bandera de Brasil    | Ricardo Ferretti    | Tigres de la UANL     |
| Fuente: Revista Liga Bancomer MX |                                                                              |                      |                     |                       |